# Baré (futebolista)
Jader Volnei Spindler, mais conhecido como Baré, (Venâncio Aires, 18 de janeiro de 1982) é um ex-futebolista brasileiro que atuava como atacante. Seu último clube profissional foi o Glória, pelo qual disputou o Campeonato Gaúcho de 2016.

## Biografia
Começou sua carreira aos 16 anos de idade na equipe Defensor, do Uruguai, em 1998. Além do Uruguai, teve passagens por equipes do Brasil (Guarani-VA, Grêmio e Botafogo-SP), Dinamarca e Japão, país onde obteve mais sucesso e reconhecimento internacional e conquistou seus três títulos como profissional pela equipe Gamba Osaka: Copa da Liga Japonesa e Supercopa Japonesa em 2007 e Campeonato Pan-Pacífico em 2008, no qual foi o artilheiro com 5 gols (sendo que marcou 4 gols na grande final contra a equipe estadunidense Houston Dynamo) e escolhido pelos críticos como melhor jogador da competição. Após a conquista desse título, transferiu-se para o Al-Ahli, que pagou 6 milhões de dólares pelo seu passe. Após passagens por clubes do Japão e China, Baré volta ao Brasil e é contratado pelo Glória, clube da serra gaúcha, para disputar o Campeonato Gaúcho de 2016.

## Títulos
Gamba Osaka
- Campeonato Pan-Pacífico: 2008
- Supercopa do Japão: 2007
- Copa da Liga Japonesa: 2007

Al-Ahli
- UAE League: 2009
- UAE Super Cup: 2008

## Artilharias
Gamba Osaka
- Campeonato Pan-Pacífico: 2008 - (5 gols)